# The New Shining
The New Shining is een Nederlandse rockband opgericht in de zomer van 2006.

## Geschiedenis

### Oprichting
De band werd opgericht door de broers Xander "Nax" Stok (zang en gitaar) en Vincent "Vince" Stok (drums), en  Arjan "R" Nijman (bas en backing vocals). De drie speelden daarvoor al zo'n 10 jaar met elkaar in diverse bands met namen als Lost Serenity, Chain en Dinos4Dinner. In 2006 werd besloten met z'n drieën verder te gaan onder de naam The New Shining. De bandnaam is ontstaan n.a.v. het boek The Shining van Stephen King, waarin het fenomeen 'shining' centraal staat. 'Shining' houdt zoveel in als communiceren zonder praten en linkt hiermee naar muziek als uniek communicatiemiddel.
In The New Shining neemt Nax voor het eerst de zang voor zijn rekening. Hiervoor speelde hij alleen gitaar. Ook schrijft hij alle teksten voor The New Shining. Voorjaar 2012 besluit drummer Vincent Stok de band te verlaten. In zijn plaats kruipt Roel van der Sluis achter de drumkit. De band wordt sinds 2011 op projectmatige basis bijgestaan door gitarist Evert Zeevalkink.

### Supernatural Showdown(2008)
Na het formeren van de band in 2006 wordt in 2008 debuutalbum Supernatural Showdown uitgebracht. Dit album wordt geproduceerd door Oscar Holleman (van o.a. Within Temptation). Als eerste single wordt gekozen voor Temptation. Het nummer levert nationaal wat successen op, wat onder meer blijkt uit het feit dat de band wordt uitgeroepen tot Serious Talent op radio 3FM. Een grote doorbraak blijft echter uit. Vervolgens wordt gekozen voor een tweede single Red Eyes. Eind 2008 resulteert dit in een top 10 notering in de Amerikaanse alternative charts. Op het album Supernatural Showdown zijn ook een tweetal versies (elektrisch en akoestisch) te horen van het nummer Hurt, geschreven door Trent Reznor van Nine Inch Nails en bekender in de uitvoering van Johnny Cash.

### Hedges Against The Night(2009)
In 2009 wordt het tweede album Hedges Against The Night opgenomen in de Bamboo Room door producer Erwin Musper (van o.a. Bon Jovi, Metallica). De band reist in de maand april van dat jaar af naar de USA om een tiental elektrische liedjes op te nemen. Het album wordt vervolgens gemixt in The Grien Room Studio in Leeuwarden, de muziekstudio van Nico Outhuijse van Nederlandse band De Kast. Als single van dit album wordt gekozen voor Shadowcast.
Vanaf juni 2009 speelt The New Shining als vast voorprogramma van rockband Golden Earring. Dit doen ze drie achtereenvolgende jaren, tot en met 2011. The New Shining speelt in deze periode ook op op diverse andere podia in Nederland, zoals Ahoy, de Melkweg, de Zeelandhallen en de Heineken Music Hall, en op festivals als Bospop en Breda Barst.

### Stripped / Full Circle(2012)
In 2010 slaat de band een andere weg in. Zanger Nax loopt op dat moment al enige tijd rond met het idee een album op te nemen met daarop een aantal reeds uitgebrachte liedjes van debuutalbum Supernatural Showdown en het daaropvolgende Hedges Against The Night in akoestische vorm. Wanneer de band in voorjaar 2010 wederom The Grien Room Studio in Leeuwarden betreedt en de eerste songs zijn opgenomen, komen de bandleden tot de conclusie dat dit niet het geluid is dat zij willen laten horen. Het gevoel dat het anders moet, vanuit het hart en met een andere passie, laat zanger/gitarist Nax niet los en gedurende de daaropvolgende tijd is hij met grote regelmaat te vinden in de studio. Er volgt een emotioneel heftige periode voor zowel band als zanger/gitarist Nax. De tijd in de studio beïnvloedt niet alleen zijn kijk op muziek in het algemeen, maar confronteert hem voornamelijk met zichzelf en zijn manier van leven. Nax beëindigt zijn relatie, overziet vriendschappen, heeft geen woonhuis meer en leeft voor langere periode niet op één vaste plek. Ook komt zijn verleden naar de oppervlakte en wordt hij geconfronteerd met zijn nog onverwerkte zelfmoordpoging op 17-jarige leeftijd. Deze inzichten leveren de frontman enorm veel inspiratie op en hij slaat non-stop aan het schrijven en componeren. Uiteindelijk verlaat hij de studio met een 90-tal nieuwe, akoestische nummers.
Met de release in mei 2012 van dubbelalbum Stripped/Full Circle l ( geproduceerd door Nico Outhuijse en Nax ) laat The New Shining zich daardoor van een tot dan toe nog onbekende kant zien. Het schrijven van het ene, akoestische album Stripped helpt Nax om de donkere periode in 2010 en 2011 door te komen. Op het album vertelt de zanger/gitarist zijn levensverhaal. De gevestigde media pikt deze ene helft van het dubbelalbum op. Frits Spits maakt het album Stripped "Strepenmeester" en geeft het een score van 13 strepen. Hiermee verovert The New Shining een tweede plek in de top 30 van beste releases op Radio 2. Daarnaast wordt het album gekozen tot Album van de Week op Radio 3FM en speelt de band onder andere live in uitzendingen van Giel Beelen en Rob Stenders, bij Edwin Evers op Radio 538 en in het muziekcafé van Radio 2. Als eerste single voor Stripped wordt gekozen voor het nummer Can't Make Up My Mind. Deze single belandt positie 35 in de Mega Top 50 en wordt geplaatst op hoogste rotatie op radiostations Radio 3FM, Radio 2 en Radio 1 en op de playlists van Radio 538, Q Music en alle regionale Nederlandse radiostations. Eind december 2012 belandt single Can't Make Up My Mind op positie 1571 in de bekende Top 2000 van Radio 2. In januari 2013 wordt de band genomineerd voor drie Edisons Pop: "Beste act", "Beste song" en "Beste album". In maart 2013 volgen daar twee nominaties voor de 3FM Awards op: Beste Single en 3FM Serious Talent.
De tweede cd van het dubbelalbum draagt de titel Full Circle en wordt chronologisch gezien later geschreven dan het akoestische Stripped. Full Circle is een elektrisch album, met een sound die meer te vergelijken valt met de eerste twee albums van The New Shining. Na de opgedane ervaring met het schrijven van Stripped besluit Nax om de cirkel 'rond te maken' - wat de titel van het album verklaart - en de ingeslagen koers voort te zetten met elektrische songs. Als eerste single voor Full Circle wordt gekozen voor het nummer When We Collide.
Het album Stripped / Full Circle behaalt een 70e positie in de Nederlandse album-top 100 in mei 2012. De band sloot in 2012 contracten met boekingskantoor Agents After All. In december 2012 toert de band in akoestische setting door Nederland en speelt in zalen als Paradiso en Tivoli.

### Wake Up Your Dreams(2013)
In 2013 verschijnt het vijfde album 'Wake Up Your Dreams'. In 2014 besluit The New Shining voor onbepaalde tijd te pauzeren, in verband met een eigen project van zanger Nax. In 2017 verschijnt zijn soloalbum 'Heart Fire Home'.

### Elephant(2019)
Na 5 jaar radiostilte verschijnt op 25 oktober 2019 het zesde studioalbum 'Elephant' met daarop 12 songs. De liedjes op het album hebben allemaal een relatie tot depressie en mental illness in het algemeen. Zanger Nax spreekt publiekelijk over zijn chronische depressiviteit. Om dit onderwerp, het lijden aan een psychische aandoening, uit het maatschappelijk isolement te halen is het album is vernoemd naar de Engelse uitdrukking “the elephant in the room” — een probleem dat overduidelijk aanwezig is, maar waar men liever niet over praat.

### Antidote(2021)
In september 2021 komt het zesde album uit onder de titel 'Antidote'. Op dit album wordt de stijl van Elephant voortgezet met dark electronic alternative rock, waarbij het thema "depressie" terugkomt. De band vraagt ook om meer aandacht voor depressie met #depressionawareness. Het album is alleen te beluisteren door de fysieke cd te kopen en de digitale versie verschijnt in voorjaar 2022. De twee singles bij dit album, die wel digitaal beschikbaar zijn, zijn This Present Darkness en World On Fire.

## Bandleden

### Huidige bezetting
- Xander "Nax" Stok – zang, gitaar (2006-heden)
- Arjan "R" Nijman  – bas, backing vocals (2006-heden)
- Roel van der Sluis – drums (2012-heden)

### Oud-leden
- Vincent "Vince" Stok – drums (2006-2012)
- Evert Zeevalkink

## Discografie

### Albums
| Album met eventuele hitnotering(en) in de Nederlandse Album Top 100 | Datum van verschijnen | Datum van binnenkomst | Hoogste positie | Aantal weken | Opmerkingen |
| ------------------------------------------------------------------- | --------------------- | --------------------- | --------------- | ------------ | ----------- |
| Supernatural Showdown                                               | 18-04-2008            | -                     |                 |              |             |
| Hedges Against the Night                                            | 09-10-2009            | 17-10-2009            | 82              | 1            |             |
| Stripped / Full Circle                                              | 25-05-2012            | 02-06-2012            | 70              | 2            |             |
| Wake Up Your Dreams                                                 | 18-10-2013            | 26-10-2013            | 25              | 1            |             |
| Elephant                                                            | 25-10-2019            | -                     |                 |              |             |
| Antidote                                                            | 2021 (verwacht)       | -                     |                 |              |             |

### Singles
| Single met eventuele hitnotering(en) in de Nederlandse Top 40 | Datum van verschijnen | Datum van binnenkomst | Hoogste positie | Aantal weken | Opmerkingen                 |
| ------------------------------------------------------------- | --------------------- | --------------------- | --------------- | ------------ | --------------------------- |
| Can't Make Up My Mind                                         | 2012                  | 11-08-2012            | tip7            | -            | Nr. 35 in de Single Top 100 |

### NPO Radio 2 Top 2000
| Nummer met noteringen in de NPO Radio 2 Top 2000 | '12  | '13  |
| ------------------------------------------------ | ---- | ---- |
| Can't Make Up My Mind                            | 1571 | 1593 |

1. ↑  Een vetgedrukt getal geeft de hoogste notering aan.
2. ↑  2012 was het eerste jaar met een notering voor dit nummer.
3. ↑  Deze tabel is bijgewerkt tot en met de meest recente editie (2024).

## Edison Pop 2013
In februari 2013 wordt The New Shining drie keer genomineerd voor de Edisons, de bekendste Nederlandse muziekprijs, in de categorieën 'Beste Nieuwkomer', 'Beste Song' en 'Beste Album'.